# Album al numero uno in Finlandia (2013)
Questa è la lista degli album al numero uno in Finlandia nel 2013 secondo la Suomen virallinen lista.

## Classifica
| Suomen virallinen albumilista | Suomen virallinen albumilista | Suomen virallinen albumilista | Suomen virallinen albumilista |
| Settimana                     | Album                         | Artista                       | Nota                          |
| ----------------------------- | ----------------------------- | ----------------------------- | ----------------------------- |
| Settimana 1 (1º gennaio)      | Vain elämää jatkuu            | Artisti vari                  | [ 1 ]                         |
| Settimana 2 (8 gennaio)       | Vain elämää jatkuu            | Artisti vari                  | [ 2 ]                         |
| Settimana 3 (15 gennaio)      | Vain elämää jatkuu            | Artisti vari                  | [ 3 ]                         |
| Settimana 4 (22 gennaio)      | Vain elämää jatkuu            | Artisti vari                  | [ 4 ]                         |
| Settimana 5 (29 gennaio)      | Vain elämää jatkuu            | Artisti vari                  | [ 5 ]                         |
| Settimana 6 (5 febbraio)      | Vain elämää jatkuu            | Artisti vari                  | [ 6 ]                         |
| Settimana 7 (12 febbraio)     | Hän Tanssi Kanssa Enkeleiden  | Suvi Teräsniska               | [ 7 ]                         |
| Settimana 8 (19 febbraio)     | Hän Tanssi Kanssa Enkeleiden  | Suvi Teräsniska               | [ 8 ]                         |
| Settimana 9 (26 febbraio)     | Seitsentahokas                | CMX                           | [ 9 ]                         |
| Settimana 10 (5 marzo)        | Maailmanlopun sushibaari      | Ismo Alanko                   | [ 10 ]                        |
| Settimana 11 (12 marzo)       | The Next Day                  | David Bowie                   | [ 11 ]                        |
| Settimana 12 (19 marzo)       | Et ole yksin                  | J. Karjalainen                | [ 12 ]                        |
| Settimana 13 (26 marzo)       | Et ole yksin                  | J. Karjalainen                | [ 13 ]                        |
| Settimana 14 (2 aprile)       | Et ole yksin                  | J. Karjalainen                | [ 14 ]                        |
| Settimana 15 (9 aprile)       | Et ole yksin                  | J. Karjalainen                | [ 15 ]                        |
| Settimana 16 (16 aprile)      | Et ole yksin                  | J. Karjalainen                | [ 16 ]                        |
| Settimana 17 (23 aprile)      | Circle                        | Amorphis                      | [ 17 ]                        |
| Settimana 18 (30 aprile)      | Onnen vuodet                  | Jonne Aaron                   | [ 18 ]                        |
| Settimana 19 (7 maggio)       | Onnen vuodet                  | Jonne Aaron                   | [ 19 ]                        |
| Settimana 20 (14 aprile)      | Onnen vuodet                  | Jonne Aaron                   | [ 20 ]                        |
| Settimana 21 (21 aprile)      | Random Access Memories        | Daft Punk                     | [ 21 ]                        |
| Settimana 22 (28 aprile)      | Wake Up World                 | Isac Elliott                  | [ 22 ]                        |
| Settimana 23 (4 giugno)       | Wake Up World                 | Isac Elliott                  | [ 23 ]                        |
| Settimana 24 (11 giugno)      | Sä osaat!                     | Erin                          | [ 24 ]                        |
| Settimana 25 (18 giugno)      | Sä osaat!                     | Erin                          | [ 25 ]                        |
| Settimana 26 (25 giugno)      | Sä osaat!                     | Erin                          | [ 26 ]                        |
| Settimana 27 (2 luglio)       | Sä osaat!                     | Erin                          | [ 27 ]                        |
| Settimana 28 (9 luglio)       | Maailmanloppu                 | Kotiteollisuus                | [ 28 ]                        |
| Settimana 29 (16 luglio)      | Sä osaat!                     | Erin                          | [ 29 ]                        |
| Settimana 30 (23 luglio)      | Sä osaat!                     | Erin                          | [ 30 ]                        |
| Settimana 31 (30 luglio)      | Sä osaat!                     | Erin                          | [ 31 ]                        |
| Settimana 32 (6 agosto)       | Maailma on tehty meitä varten | Haloo Helsinki!               | [ 32 ]                        |
| Settimana 33 (13 agosto)      | Sä osaat!                     | Erin                          | [ 33 ]                        |
| Settimana 34 (20 agosto)      | Maailma on tehty meitä varten | Haloo Helsinki!               | [ 34 ]                        |
| Settimana 35 (27 agosto)      | Horns and Halos               | Michael Monroe                | [ 35 ]                        |
| Settimana 36 (3 settembre)    | Hail to the King              | Avenged Sevenfold             | [ 36 ]                        |
| Settimana 37 (10 settembre)   | Kymijoen lautturit            | Viikate                       | [ 37 ]                        |
| Settimana 38 (17 settembre)   | XXV                           | Klamydia                      | [ 38 ]                        |
| Settimana 39 (24 settembre)   | Kuka muu muka                 | Cheek                         | [ 39 ]                        |
| Settimana 40 (1º ottobre)     | Kuka muu muka                 | Cheek                         | [ 40 ]                        |
| Settimana 41 (8 ottobre)      | Terra                         | Jenni Vartiainen              | [ 41 ]                        |
| Settimana 42 (15 ottobre)     | Terra                         | Jenni Vartiainen              | [ 42 ]                        |
| Settimana 43 (22 ottobre)     | Boom Kah                      | Robin                         | [ 43 ]                        |
| Settimana 44 (29 ottobre)     | Boom Kah                      | Robin                         | [ 44 ]                        |
| Settimana 45 (5 novembre)     | Pohjantuuli                   | Suvi Teräsniska               | [ 45 ]                        |
| Settimana 46 (12 novembre)    | Tuomittuna kulkemaan          | Vesa-Matti Loiri              | [ 46 ]                        |
| Settimana 47 (19 novembre)    | Vain elämää - Kausi 2         | Artisti vari                  | [ 45 ]                        |
| Settimana 48 (26 novembre)    | Vain elämää - Kausi 2         | Artisti vari                  | [ 47 ]                        |
| Settimana 49 (3 dicembre)     | Vain elämää - Kausi 2         | Artisti vari                  | [ 48 ]                        |
| Settimana 50 (10 dicembre)    | Boom Kah                      | Robin                         | [ 49 ]                        |
| Settimana 51 (17 dicembre)    | Boom Kah                      | Robin                         | [ 50 ]                        |
| Settimana 52 (24 dicembre)    | Boom Kah                      | Robin                         | [ 51 ]                        |